# Анаевский лесоучасток
Анаевский лесоучасток — упразднённый посёлок в Зубово-Полянском районе Мордовии России. Входил в состав Вадово-Селищинского сельского поселения. Исключен из учётных данных в 2007 году.

## География
Располагался в 6 км к северо-западу от села Вадовские Селищи.

## История
Основан в начале 1930-х годов рабочими Зубово-Полянского лесничества.

## Население
| 2002 |
| ---- |
| 8    |

Национальный состав
Согласно результатам Всероссийской переписи населения 2002 года, в национальной структуре населения мордва-мокша составляли 87 %.